# 846
846 (DCCCXLVI) je bilo navadno leto, ki se je po julijanskem koledarju začelo na petek.

## Dogodki
- Arabci oplenijo Rim.

## Rojstva
- 1. november - Ludvik Jecljavi, kralj Zahodnih Frankov († 879)

## Smrti
- Mojmir I., velikomoravski knez (* 795)